# مولوی عبدالله روانبد
عبدالله رَوانبُد مشهور به مولانا عبدالله پیشینی ملقب به سعدی بلوچستان فقیه، قاضی، نویسنده و شاعر برجسته شهر پیشین بود،او از تاثیرگذارترین اشخاص در زمینه ادبیات بلوچی بود که باعث شد ادبیات بلوچستان رشد کند،اشعار او همچنان بر سر زبان ها گفته می شود،او در چهار زبان زنده مسلط بودزبان بلوچی زبان فارسی زبان عربی زبان اردو و به کل ادبیات های زبان من جمله علم عروض مسلط بود، او یکی از افرادی است که بدعت و خرافات بلوچستان را ازبین برد،به آگاهی درک مردم کمک کرد، در بین مردم آن زمان تا حال از محبوبیت فراوانی برخوردار بود.
مادر روانبد «بی بی روزخاتون» نام داشت که دختر ملابهرام فرزند ملاحسن پسر مراد جالقی از حاکمان و سر طایفه قوم سپاهی بود. نسب پدری او از طایفه رند که در مند و در پاکستان یافت می شوند برمیگردد نسب مادری او متعلق به منطقه جالق (سراوان) بلوچستان ایران است. طایفه سپاهی اصالتاً کوردهای اصفهان بودند که شاه عباس کبیر برای تثبیت مرز های ایران در جنوب شرق بلوچستان منطقه سراوان فرستاد.

## زندگی
در تیرماه ۱۳۰۵ هجری شمسی در روستای باهوکلات چابهار بلوچستان به دنیا آمد. روانبد تحصیلات اولیه خود را در مدرسه مادری در شهر تاریخی «پیشین» در بلوچستان ایران گذراند. در شش سالگی تلاوت قرآن را به پایان رساند. سپس کتاب‌های پایه دیگری از پدرشان مجید خوانده‌اند. با توجه به هوش و ذکاوت کم‌نظیر ایشان، بسیاری از کتاب‌های ابتدایی را تکمیل کرده‌اند.
اشتیاق او به تحصیلات تکمیلی او را به کراچی کشاند و در آنجا وارد حوزه علمیه برجسته آن زمان «مظاهرعلوم خدا» شد که بعد از دارالعلوم دیوبند بزرگ‌ترین مؤسسه آموزشی دینی در شبه قاره بود. اومورد لطف علما و علمای برجسته زمان قرار گرفت. از استادان وی غلام مصطفی سندی، قاری رسول‌الله و فضل احمد و نیز اقبال لاهوری علی محمد سندی قابل ذکر است. محمد عمر سربازی نیز در مظهرالعلوم خدا از علی محمد سندی روانبد بهره برده‌است.
```
غلام مصطفی قاسمی بسیار تحت تأثیر او قرار گرفت، به طوری که روزی گفت: اگر شرایط و محیط مناسب برای این طلبه فراهم باشد، دومین انورشاه کشمیری می‌شود. او به عنوان شاگرد ممتاز از رشید محمدصادق، از شاگردان محمود الحسن فارغ‌التحصیل شد. به او پیشنهاد تدریس در دانشگاه داده شد، اما پدرش به او توصیه کرد که در منطقه مادری خودش خدمت کند.
```

روانبد پس از بازگشت به وطن، فعالیت‌های مذهبی خود را در منطقه ای حومه نزدیک گوادر آغاز کرد. پس از مرگ پدرش در مدینه به «پیشین» رفت و به جای پدر به رهبری مردم ادامه داد.
فعالیت‌ها و خدمات ویژه او: از بین بردن بدعت‌ها و افسانه‌ها و مفاسد اجتماعی: عموماً وقتی در منطقه ای عالم خداترس و مبلغ مخلص کم می‌شود، مردم خود به خود گرفتار بدعت‌ها و خرافات و مفاسد اجتماعی می‌شوند. در چنین شرایطی مردم و مردم ساده به دست علمای بد و بدعت گذار و دین فروش می‌افتند. و نفس قربانی فریب و نیرنگ شیطان است؛ بنابراین چند دهه پیش، بدعت‌ها و آداب و رسوم بی‌اساس در بلوچستان رایج بود. اما نعمت بزرگ خداوند بر این سرزمین عطا شد که فرزندانش ضمن آموزش توحید خالص، از اعمال شرک و بدعت دست کشیدند و مردم را از چشمه‌های توحید و سنت سیراب کردند. در این راستا روانبد خدمات بسیار خوبی انجام داد و پدیده خرافه و شرک را ریشه کن کرد. جامعه برای از بین بردن بدی‌ها تلاش‌های فراموش نشدنی انجام داده‌است. روانبد شاعر معروف معاصر در بلوچستان بود. چند تن از شهروندان این منطقه می‌گویند که یک بار در زمان رژیم شاه، کریم بخش سعیدی، نماینده بلوچستان در مجلس به مردم وام‌های ربوی داده‌است. روانبد به محل توزیع وام رسید و خطاب به نماینده شاه گفت: حیف است که شما مردم به جای توسعه و آبادانی برای مردم وام‌های ربوی می‌آورید. سپس خطاب به مردم فرمود: مردم! گرفتن این وام‌ها برای ما حرام است. پس از آن علامه روانبد آنجا را ترک کرد و مردم نیز با صرف نظر از وام‌های ربوی خود را از حرام نجات دادند. زمانی که به «پیشین» نقل مکان کرد، با مشاهده عقب ماندگی فکری و مذهبی منطقه، تمام توجه و تلاش خود را معطوف به برآوردن نیازهای دینی مردم کرد. وی با همین روحیه در سال ۱۳۸8 (1968) هجری قمری حوزه علمیه را تأسیس کرد و خود به تعلیم و تربیت فرزندان مسلمین پرداخت. پس از آن از چند تن از علمای برجسته دعوت کرد تا به حرم بیایند، لذا علمایی چون محمد رسولی، محمد ابراهیم دامنی، محمد شرایی و فضل‌الله در حوزه علمیه حرم خدمات دینی خود را ارائه کردند. این مدرسه تا زمانی که او زنده بود بسیار فعال بود، اما پس از مرگ وی رو به زوال نهاد تا اینکه نظام الدین روانبداداره مدرسه را بر عهده گرفت. اوفرزند ارشد روانبد بود و تا حدودی موفق شد که مدرسه را به حالت اول برساند.
شوق ساختن مساجد: یکی از کارهای محبوب و مورد علاقه او ساختن مسجد بود. هر وقت احساس نیاز می‌کرد آماده ساختن یا تعمیر مساجد بود، با تلاش و کوشش اومسجد جامع، مسجد نور، مسجد الهی، مسجد حوزه علمیه، مسجد بازار و عیدگاه در شهر پیشین تأسیس شد.
او از جمله علوم دیگر در علم عروض، بدیع و بیان نیز تسلط داشت. روانبد دانستن علم عروض و بدیع را برای هر شاعری لازم می‌دانست.
آخرین زیارت و مصیبت: آنقدر با حرمان شریفین پیوند قلبی داشت که در کلمات قابل وصف نیست. گوشه‌هایی از این شور و عشق را در اشعار و اشعار شما می‌توان دید که آفرینش ذهنی یک عاشق در سفر حج را آشکار می‌کند. در عمر پربرکت خود در مجموع ده بار به سرزمین وحی مشرف شد. وقتی بیماری یا مشکلی پیش می‌آمد، خیلی غمگین می‌شد، وی در آخرین زندگی خود به بیماری‌های مختلفی مبتلا بود، به طوری که تا قبل از سفر نهم حج، چهار بار تحت عمل جراحی روده بزرگ قرار گرفت. در ۶۳سالگی برای دهمین بار به زیارت حرم شریفین رفت. روانبد پس از انجام مناسک حج، در ۲۳ ذی الحجه ۱۴۰۸ هجری قمری (۷ مرداد ۱۳۶۷) از طریق قطر، عربستان را به مقصد امارات متحده عربی ترک کرد. وقتی ماشین او وارد مرز قطر شد، ناگهان یکی از چرخ‌های ماشین بیرون آمد و ماشین واژگون شد. در اثر این فاجعه غم‌انگیز، همزمان با غروب خورشید در سرزمین وحی، خورشید علم و دانش نیز غروب کرد و فقیه بلوچستان، سعدی زمان، شوالیه کاروان حق، عبدالله روانبد خدا رحمتش کند از غم و غصه‌های دنیا رهایی یافت و هزاران نفر را به سوگ گذاشت جسد او در خاکی قطر به خاک سپرده شد. پسرش نظام الدین روانبد به عنوان جانشین مذهبی انتخاب شد.
نظام الدین روانبد آبان ماه ۱۴۰۰ ازدنیا رفت و برادرش ثنالله روانبد جانشین مذهبی شهر پیشین انتخاب شد.

## آثار
آثار و کتابهای تألیف شده توسط او: بخش بزرگی از عمر پربرکت خود را صرف نوشتن و تألیف کردو از این طریق به تربیت فرهنگی مردم کمک کرد، برخی از نوشته‌های او در زمان حیات و برخی پس از مرگش مخفی مانده‌است، در حالی که برخی از نوشته‌ها هنوز تزیین نشده‌است، برخی از نوشته‌های معروف او را ببینید:
۱. نظم القعری و الفاید؛ در اصول فقه و احکام آن که به صورت شعر سروده شده‌است.
۲. نارالفرید؛ شرح نظم القصیر در ۵۲۷ صفحه.
1. افزایش وظایف؛ اصول ارث در فقه اسلامی.
2. النهر الفیض.
3. قسمت‌های آهنگ؛ دربارهٔ قواعد نیت در اعمال. این مجله نیز ویرایش می‌شود.
4. انتزاع - مفهوم - برداشت؛ رساله مختصری در معرفت تجوید.
5. خودکار توزین؛ کتاب ریاضی برای درک قوانین وراثت توزیعی.
6. اشعار دوان (فارسی و عربی).
7. دیوان شعر بلوچی.
8. القطوف الدانیه فی الجوس العثمانیه؛ یک کتاب مفید حاوی قواعد گرامر.
9. النهار الصافی فی الاحوار و قافیه.
10. تاریخ بلوچستان؛ مجموعه مقالات مفید دانشگاهی در مورد تاریخ بلوچستان.
11. گرز سنت بر کالا بدعه؛ کتابی که در دفاع از بدعت گذاران و علمای دین تألیف شده‌است.
12. کتاب حاشیه قدوری (کتاب الجنایز به باب الزکوات) به دستور مولانا غلام مصطفی قاسمی نوشته شده‌است.
13. مجموعه الفتاوی.
14. ترجمه اشرف علی ثنوی.

## نمونه شعر
شعر "حَکِّین تَوار (آواز حقیقت)" یکی از شاخص‌ترین سروده‌های مولوی‌روانبد است:
یک شپی چندی هم خیالین یار
هم دل و هم صدق و سخن سینگار
دل پر از مهر و قومی هم دردی
آتک انت په قصد گندکءُ دیدار
وقتی که دور همدگر نشت انت
گلّه اِش ایی رنگا کتگ اظهار
تو نه گندۓ که شپ شتگ سیاهین
شنگتگ بام و تو نه بئی بیدار
مئی گَلَگ دیریں مدتی وپتگ
بیتگ چه بازیں وپسگاں بیزار
داں جرس آواز نه کنت کوچی
مهری مه راها نه بنت قطّار
قافله چون چون کپیت کشکا

سر مه کشّ آیت داں قافله‌سالار
از اشعار مشهور دیگر او «مکران» و «کلم‌لولو» را می‌توان نام برد.

## در نگاه دیگران
مولانا محمدعمر سربازی از فقهای مطرح بلوچستان این شعر را در رثای او سروده‌است:
| بهار مکران را چون گلی ساخت |  | بزرگ پیشینی با دوست پرداخت     |
| مرا در وصل او بس آرزو بود  |  | فلک فرسودگی او بس آرزو بود     |
| ستمهایش به روحم شد زننده   |  | ...                            |
| فراق شیخ عبدالله مرحوم     |  | کند هر دم مرا بیهوش و مغموم    |
| ز علمش عالمی سیراب بوده    |  | به شعرش از یلان سبقت ربوده     |
| نگویم سعدی و عرفی و کاشی   |  | ز خاک پیشینی شد آب پاشی        |
| هزاران رحمت جان آفرین باد  |  | به روح پاک و با پاکان قرین باد |